# Cahier nomade
Cahier nomade est un livre d'Abdourahman Waberi,. Paru en 1996 aux éditions Le Serpent à Plumes, l’œuvre remporte le Grand Prix littéraire d'Afrique noire la même année.